# Filipe Oliveira Dias
Filipe Oliveira Dias (16 de octubre de 1963 – 15 de octubre de 2014) fue un arquitecto portugués, doctor por la IUCC - Universidad de Sevilla y licenciado en Arquitectura por la ESAP - Escuela Superior Artística do Oporto em 1989. Desde 2006 hasta su muerte fue professor invitado en la ESART - Escuela Superior de Artes Aplicadas de Castelo Branco, en Portugal.
Es autor del libro "15 Años de Obra Pública" publicado en noviembre de 2004 por la editora Campo das Letras.

## Premios
- 2004 – ha recibido el Prémio INH - Instituto Nacional de Habitación , de Portugal, (conjuntamente con su colega el arquitecto Rui Almeida)

## Obras más representativas
- Rectorado del Instituto Politécnico en Oporto, Portugal (1994)
- Departamento de Mecânica y Electrónica del Instituto superior de Ingeniería de Oporto, Portugal (1998)
- Teatro Helena Sá e Costa, en Oporto, Portugal (1999)
- Rehabilitación del Teatro Marti en La Habana, Cuba (2000)
- Biblioteca Central del Instituto Politécnico de Oporto, Portugal (2000)
- Escuela Superior de Estudos Industriales y Gestión, Vila do Conde/Póvoa de Varzim, Portugal (2001)
- Escuela Superior del Drama y Música da Escuela Superior de Educación en Oporto, Portugal (2002)
- Escuela Superior de Tecnología y Gestión en Felgueiras, Portugal (2003)
- Teatro Municipal en Bragança, Portugal (2004)
- Teatro Municipal en Vila Real, Portugal (2004)
- Piscinas Municipales en Mirandela, Portugal (2004)
- Habitaciones Sociales - Monte de S. João, en Oporto, Portugal (2004) (Prémio INH)
- Nuevo Palácio de Congresos de Marrakech, en Marruecos (2005)

## Dimensiones y aptitudes de la arquitectura
Las dimensiones y aptitudes de la arquitectura de Filipe Oliveira Dias viven de la ambición de diseñar y construir un universo inmenso, el del Hombre, con un tiempo infinito, preferentemente, sin límites. Asumen antes una participación que es colectiva y es, por eso, un derecho de todos. Paisajística y urbanísticamente, la arquitectura de Filipe Oliveira observa e interpreta valores. Sus proyectos y obras son, didáctica y pedagógicamente, abiertos. Asumen muchas culturas y subculturas disciplinarias de la arquitectura, legibles y útiles. Constituyen, siempre, el inicio de una investigación estimulante y apasionante, el principio de una voluntad o de una verdad que considera, cultural y socialmente, a la arquitectura como un bien de consumo Así, Filipe Oliveira Dias, crea un universo que no teme al color que representa la revelación y traducción material que modela los espacios, donde las voluntades y las verdades se juntan y se mezclan para validar los usos y las formas de arquitectura. Un mundo, además, donde la estructura es la propia arquitectura, mostrándose y asumiéndose con rigor y vigor.

## Composición y contemporaneidad
Filipe Oliveira Dias adopta estructuras lineales que forman e informan lugares, principalmente, en las instalaciones dedicadas a la enseñanza. Más dirigidas y manipuladas, estas estructuras son cuidadas y elaboradas cuando generan otros lugares menores donde la escala del espacio público encuentra la escala del espacio privado, aproximándose e identificándose con el Hombre. Son composiciones lineales donde las líneas forman, por ejemplo, un patio que produce diversas alzadas, que se refuerzan y denuncian por las diversas exposiciones y expresiones de la luz. Las estructuras existentes son reutilizadas y acrecentadas para concebir y construir espacios nuevos que continúan y reaniman valores que se encuentran extinguidos u olvidados. Marcados por la contemporaneidad y por la identidad que tenemos y hacemos de los nuevos usos y de las nuevas formas, estos espacios creados adquieren, entonces, protagonismos que revitalizan los valores antiguos, dignificándolos y calificándolos. 
La apropiación y el disfrute que hacemos, revelan asimetrías apoyadas en composiciones que resultan de organizaciones y patrones simétricos, para asegurar y proporcionar equilibrios, produciendo y abriendo los lenguajes de la arquitectura.

## Arquitectura cultural e plural
Filipe Oliveira Recurre, incluso, a una apertura cultural y plural, que sabe seleccionar de la memoria y de la historia de la arquitectura lo que le interesa, para validar el proceso mental e instrumental. Las lecciones del pasado son así, fundamentos e instrumentos útiles que estimulan y dilatan los deseos. Cada proyecto merece la mayor y mejor atención, como si se tratase siempre, del primero, Por eso, esta fidelidad y sublimación de la arquitectura es, al final, el valor común a todos los proyectos y obras, que contamina cada solicitud, independientemente del lugar, de la escala, del programa.
La disciplina garantiza así el rigor y el vigor del diseño y de la construcción. Marcados por la voluntad y verdad permanentes que acompañan a su discurso. Una observación y una interpretación atentas, muestran que es también académica porque es didáctica y pedagógica. Un ejercicio profesional y personal que desea ser siempre ejemplo y disciplina. Cronológicamente, su arquitectura revela que cada estudio o proyecto lleva en sí lo más valioso de los anteriores. Herencias acumuladas que producen una transpiración revelada en la piel de sus arquitecturas y que es el fruto de la preocupación por el arte de diseñar bien y construir. Los mejores valores, acumulados, acaban al final por revelar densidad y estabilidad. Una madurez que alcanza su mayoría de edad.

## 15 años de obra pública
El conjunto de obras de Filipe Oliveira Dias, construido en el corto espacio de quince años, constituye un marco distinguible en el campo de la arquitectura en nuestro país. Desde luego, por su calidad y coherencia, pero también por su número y por el hecho de tratarse sobre todo de obras públicas, con un fuerte y positivo impacto en los diferentes contextos urbanos en que se han insertado. Con la capacidad de integrar las diversas tendencias e influencias que se manifestaron a lo largo del último medio siglo con un lenguaje vigoroso más, apartado tanto de minimalismos como de exhibicionismos.
En este conjunto de trabajos salta a la vista la importancia del encargo público en la garantía de la calidad en la arquitectura. Desde luego, por la presencia, en general sobresaliente, que asume en el espacio urbano. Pero también por el alcance que estos representan para los usuarios, al hacerles sentir y vivir -en un universo más amplio- los beneficios de proyectos concebidos y construidos con rigor y coherencia. Es en este sentido que pueden considerarse obras emblemáticas los teatros de Vila-Real y de Bragança, las Piscinas Municipales de Mirandela y el conjunto habitacional de Monte de S. João, muy justamente distinguido este último con el Premio del Instituto Nacional de Vivienda. Y también, ya en otro registro, el Teatro Helena Sá e Costa, donde la delicadeza de una intervención afirmativa supo respetar y hasta valorizar el inmueble preexistente. Y además, los numerosos edificios dedicados a la Enseñanza, donde sucesivas generaciones de jóvenes podrán convivir con una excelente arquitectura.
El dinamismo bien controlado de los volúmenes, el uso oportuno del color, el perfeccionismo en la organización y el tratamiento de los interiores, el empleo cuidadosamente pensado de los materiales, las relaciones entre interior y exterior, y el cuidado en conseguir espacios envolventes, son otros de los atributos que pueden significarse.
Es en este sentido que se puede decir que la obra de este arquitecto tiene un alcance ejemplar y pedagógico muy importante, justo cuando se defiende en Portugal el “Derecho a la arquitectura”, no como un privilegio ocasional o para algunos, sino como un derecho permanente y para el mayor número de personas.

## Proyectos Premiados
- Habitaciones Sociales - Monte de S. João, en Oporto, Portugal - 1º Prémio - Concurso Nacional de Concepción;
- Teatro Municipal en Bragança, Portugal - 1º Prémio - Concurso Internacional de Concepción;
- Teatro Municipal en Vila Real, Portugal - 1º Prémio - Concurso Internacional de Concepción;
- Piscinas Municipais en Mirandela, Portugal - 1º Prémio - Concurso Internacional de Concepción/Construcción;
- Centro de Artes en Covilhã, Portugal - 1º Prémio - Concurso Internacional de Concepción/Construcción;
- Escuela Superior de Estudos Industriales y Gestión en Vila do Conde/Póvoa de Varzim, Portugal - 1º Prémio - Concurso Internacional de Concepción;
- Teatro Auditório de la ESART en Castelo Branco, Portugal- 1º Prémio en Concurso Internacional de Concepción;
- Escuela Superior de Salud Dr. Lopes Dias, IPCB, Portugal- 1º Prémio en Concurso Internacional de Concepción;
- Bibliotecas del Campus Talagueira, IPCB, Portugal - 1º Prémio en Concurso Internacional de Concepcióno;
- Escuela Superior de Artes Aplicadas, IPCB, Portugal - 1º Prémio en Concurso Internacional de Concepción;
- Escuela del Drama y Música de la ESEP, en Oporto, Portugal - 1º Prémio en Concurso Limitado de Concepcióno;
- Edificio F del Instituto Superior de Ingeniería en Oporto, Portugal - 1º Prémio en Concurso Limitado de Concepción;
- Biblioteca Central del Instituto Politécnico de Oporto, Portugal - 1º Prémio en Concurso Limitado de Concepción;

## Obra publicada recentemiente
Año 2005
- Libro: “Teatros de Portugal”, Autor: Duarte Ivo Cruz, Editora: Edições Inapa Colecção Historia da Arte Nov. 2005
- Libro: “Anuário #08 Arquitectura”, Editor: José Manuel das Neves, Editora: Caleidoscópio Jun. 2005
- Revista: “Arquitectura Ibérica”, Editor: José Manuel das Neves, Editora: Caleidoscópio Mar. 2005
- Revista: “Casas e Negócios”, Editor: Suzana Pinheiro, Editora: Dez. 2005
- Revista: “Piscinas XXI e Instalações Desportivas” Autora: Suzana Fraga”, Editora: Reed Business Inf. Set. 2005
- Revista: “Materiais de Construção #121”, Editor: Carlos Tomás, Editora: Portae Set. 2005

Año 2004
- Libro: “15 Años de Obra Pública”, Autor: Filipe Oliveira Dias, Editora: Campo das Letras Nov.2004
- Revista: “Arquitectura e Vida”, Autor: João Paulo Rapagão (texto), Editora: Loja da Imagem Nov. 2004
- Revista: “Porto Sempre”, Editor: Câmara Municipal do Porto, Editora: CMP Out. 2004
- Revista: “Especial Banho”, Editor: Paula de Castro, Editora: Camael Ago. 2004

Para saber más:
- Filipe Oliveira Dias Arquitecto – en portugués, inglés, en español y francés.